# Silberblätter
Die Pflanzengattung Lunaria gehört zur Familie der Kreuzblütengewächse (Brassicaceae). Die Arten dieser Gattung besitzen viele deutschsprachige Trivialnamen: am gebräuchlichsten ist das Silberblatt, häufig werden jedoch auch Silbertaler, Silberling, Judaspfennig oder Mondviole verwendet. Die Lunaria-Arten werden als Zierpflanzen in vielen Parks und Gärten der gemäßigten Gebiete verwendet.

## Beschreibung

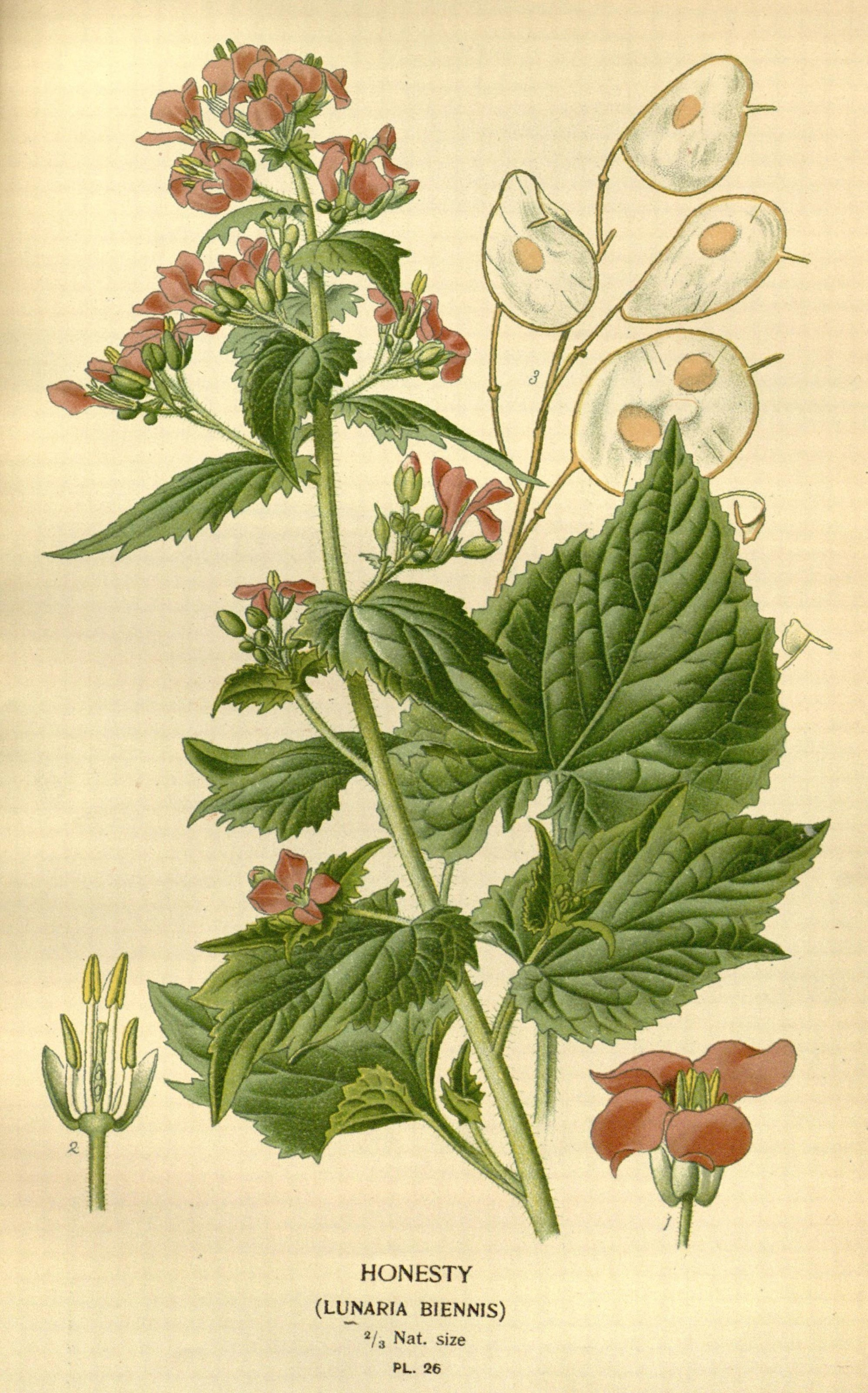
Illustration von Lunaria annua subsp. annua aus Favourite flowers of garden and greenhouse, Tafel 26

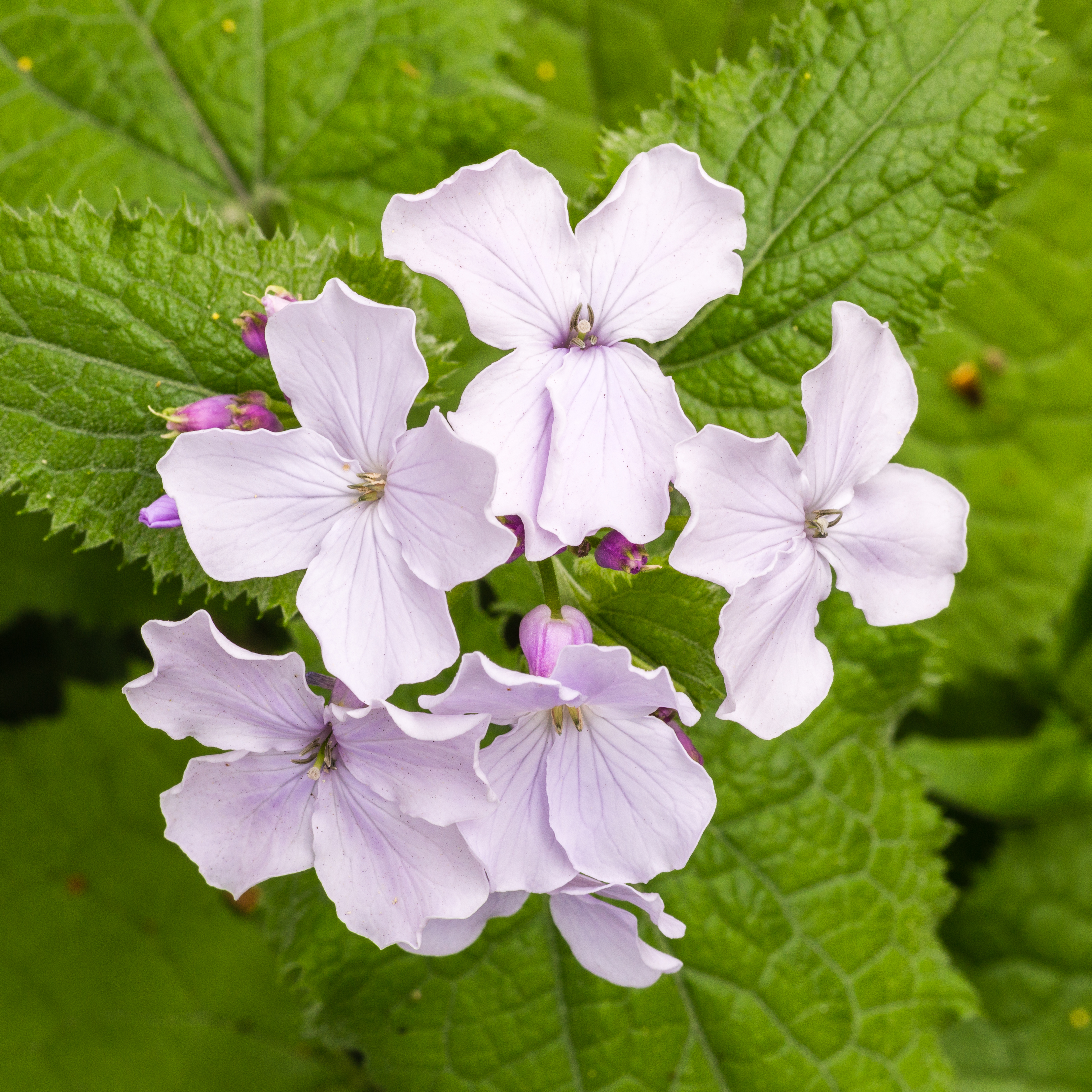
Blütenstand mit Blüten im Detail vom Ausdauernden Silberblatt (Lunaria rediviva)

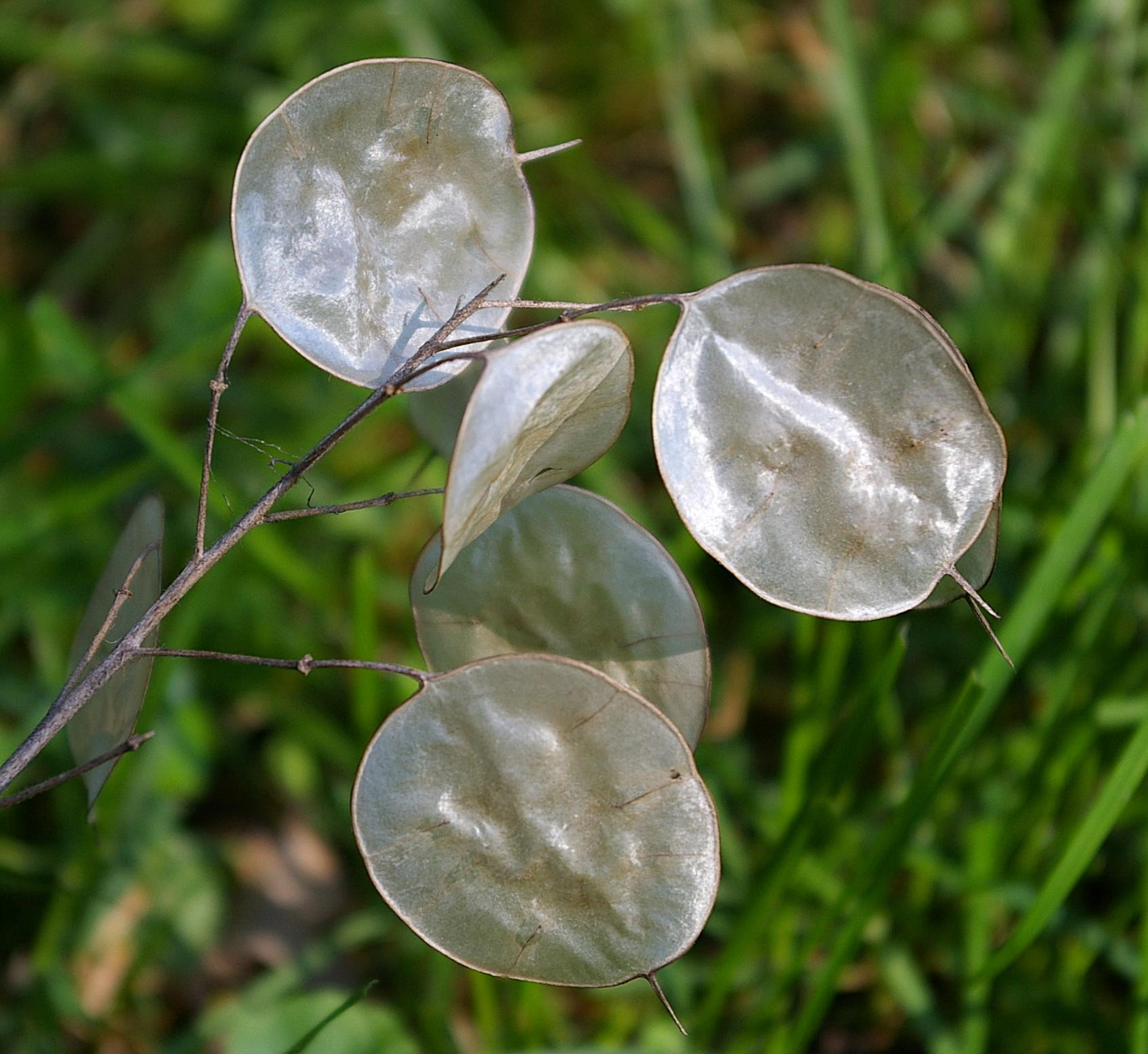
Einzig stehengebliebene falsche Scheidewände (Repla) des Einjährigen Silberblatts nach Abfallen der Fruchtblätter und wenigen Samen (Lunaria annua)

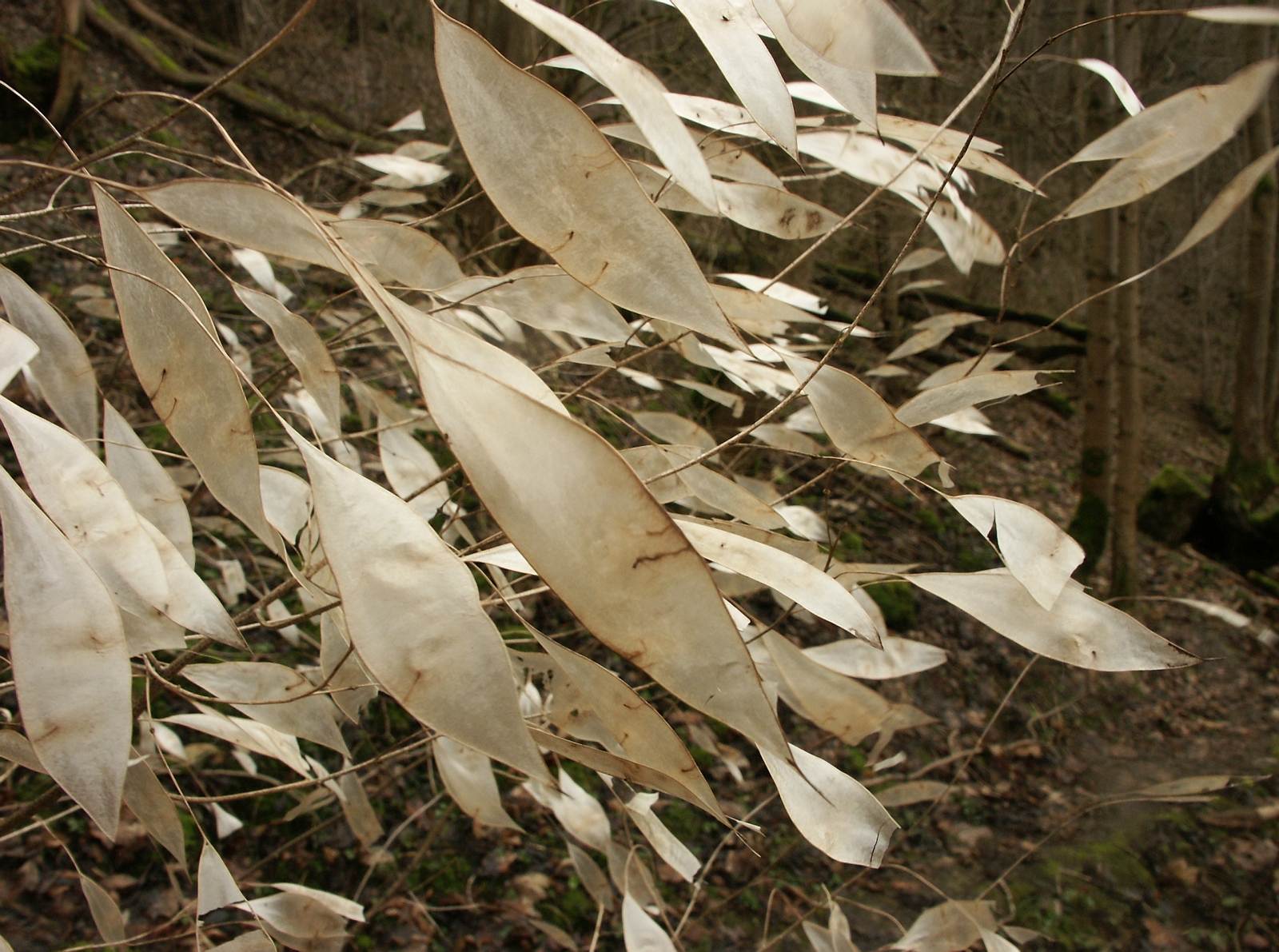
Nach Abfallen der Samen in den länglichen Rähmchen verbliebene falsche Scheidewände vom Ausdauernden Silberblatt (Lunaria rediviva)

### Vegetative Merkmale
Die Lunaria-Arten wachsen als ein-, meist zweijährige bis ausdauernde krautige Pflanzen. Die oberirdischen Pflanzenteile sind mit einfachen Trichomen behaart, verkahlen oder sind kahl. Die aufrechten und auf ganzer Länge oder nur im oberen Bereich verzweigten Stängel sind mehr oder weniger stark behaart.
Die gegenständigen grundständig und gegenständig oder wechselständig am Stängel verteilt angeordneten Laubblätter sind meist in Blattstiel und Blattspreite gegliedert; manchmal sitzend. Die Grundblätter und die unteren Stängelblätter sind lang gestielt. Die oberen Stängelblätter sind sitzend. Die Grundblätter verwelken früh und ihr Blattrand ist grob gezähnt. Die einfachen Blattspreiten der Stängelblätter sind ei- bis oft herzförmig mit spitzem oberen Ende und grob gezähntem Blattrand.

### Generative Merkmale
In anfangs schirmtraubigen, später durch deutliche Streckung der Blütenstandsachse bis zur Fruchtreife traubigen Blütenständen stehen meist nur wenige Blüten relativ dicht ohne Tragblätter zusammen; selten sind bei den obersten Blüten Tragblätter vorhanden. Die fadenförmigen Blütenstiele verlängern sich bis zur Fruchtreife.
Die relativ großen, zwittrigen Blüten sind vierzählig mit doppelter Blütenhülle. Von den vier aufrechten, kappenförmigen Kelchblättern sind die inneren = mittleren länglich und an ihrer Basis ausgesackt; die seitlichen sind breit-länglich-elliptisch. Die Kronblätter sind etwa doppelt so lang wie die Kelchblätter. Die vier violetten oder selten weißen Kronblätter sind verkehrt-eiförmig und deutlich abgegrenzt lang genagelt, ihr Nagel ist fast so lang wie die Kelchblätter mit stumpfen oberen Ende. Die sechs Staubblätter sind tetradynamisch. Die Staubfäden sind linealisch und meist nicht an ihrer Basis verbreitert. Die relativ langen Staubbeutel sind länglich oder linealisch mit stumpfem oberen Ende. Die seitlichen Nektardrüsen sind mehr oder weniger ringförmig und zweilappig in Richtung Außenseite und dreilappig zur Innenseite; die mittleren Nektardrüsen fehlen. Es ist ein Karpophor vorhanden. Der oberständige Fruchtknoten ist elliptisch oder lanzettlich und enthält nur vier bis sechs Samenanlagen. Der relativ kurze Griffel endet in einer zweilappigen Narbe.
In den Fruchtständen sind die oft händenden Früchte an der Fruchtstandsachse locker an ausgebreiteten, spreizenden oder aufsteigenden, dünnen, oft langen Fruchtstielen sind angeordnet. Die relativ großen Schötchen sind meist länglich bis fast kreisförmig und abgeflacht, durch breite falsche Scheidewänden zweifächerig und sie öffnen sich bei Fruchtreife und enthalten wenige Samen in zwei Reihen. Die kahlen Fruchtklappen sind häutig und netznervig. Das haltbare, breite, gländende Septum ist häutig und ohne Nerven. Der Rahmen (Replum) ist gerundet. Auf den Früchten befinden sich die haltbaren, relativ kurzen Griffel, die mit undeutlich gelappten bis kopfigen Narben enden. Die relativ großen Samen sind abgeflacht nieren- oder kugelförmig und meist breit geflügelt. Beim Embryo sind die Radicula und die Keimblätter (Kotyledonen) zurückgebogen.

### Chromosomensätze
Die Chromosomengrundzahl beträgt x = 15.

## Systematik und Verbreitung
Die Gattung Lunaria wurde 1753 durch Carl von Linné in Species Plantarum, Tomus II, S. 653 aufgestellt. Der aus dem Lateinischen stammende Gattungsname Lunaria bedeutet „Mondpflanze“ und bezieht sich auf die manchmal kreisrunden, silbrig schimmernden Zwischenwände („falsche Scheidewände“ im Rähmchen der Repla) der Schötchen, die im Herbst noch übrig bleiben und an den Mond erinnern. Nach Tabernaemontanus kommt aber auch die nierenähnliche also mondähnliche Form der Samen für die Namensgebung in Frage. Lectotypusart ist Lunaria rediviva L. Ein Homonym ist Lunaria Hill
Mit den molekulargenetischen Daten war es fast zwei Jahrzehnte schwierig, diese Gattung sicher in eine Ordnung zu stellen. Seit 2015/17 gehört die Gattung Lunaria zur Tribus Biscutelleae innerhalb der Familie der Brassicaceae.
Die Lunaria-Arten sind in Europa weitverbreitet. Sie sind beispielsweise in Pakistan und in der Neuen Welt Neophyten.
Es gibt je nach Autor etwa drei Arten:
- Einjähriges Silberblatt (Lunaria annua L.): Es stammt ursprünglich aus Südosteuropa, wurde viel angepflanzt und ist in zahlreichen Ländern verwildert. Bei manchen Autoren gibt es zwei Unterarten:
  - Lunaria annua L. subsp. annua (Syn.: Lunaria biennis Moench): Als Neophyt kommt sie in vielen Gebieten der Welt vor.[6]
  - Lunaria annua subsp. pachyrrhiza (Borbás) Hayek: Es gibt Fundortangaben für Italien, Kroatien, Serbien, Bosnien und Herzegowina, Montenegro, Albanien, Nordmazedonien, Griechenland, Kreta, auf Inseln in der Ägäis, Ungarn, Bulgarien und Rumänien. In der Slowakei und in Moldawien ist die Ursprünglichkeit zweifelhaft.[6]
- Ausdauerndes Silberblatt (Lunaria rediviva L., Syn.: Lunaria alpina Bergeret): Es ist in Europa in Deutschland, Österreich, in der Schweiz, Italien, Sizilien, Frankreich, im nördlichen Spanien, Belgien, Dänemark, im südlichen Schweden, Polen, Ungarn, Tschechien, in der Slowakei, Slowenien, Serbien, Bosnien und Herzegowina, Kroatien, Montenegro, Rumänien, Albanien, Bulgarien, Nordmazedonien, im nördlichen Griechenland, Moldawien, im europäischen Teil Russlands, Belarus, Estland, Litauen, Lettland und in der westlichen Ukraine weitverbreitet.[6][9]
- Lunaria telekiana Jáv.: Dieser Endemit kommt nur im Prokletije-Gebirgsmassiv im nördlichen Albanien vor und wurde 2005 auch im montenegrinischen Teil dieses Gebirges gefunden.[6] Diese Art ist ebenfalls ausdauernd wie Lunaria rediviva, das Schötchen hat aber nur ein Karpophor von etwa 1 Millimeter Länge im Gegensatz zu dem von Lunaria rediviva mit 25 bis 40 Millimeter Länge.

## Nutzung
Alle drei Arten finden wegen ihrer großen, farbigen Blüten und der später silbrig schimmernden reifen Schötchen als Zierpflanzen Verwendung. Die getrockneten Stängel werden seit dem 18. Jahrhundert auch zu dekorativen Zwecken verwendet.
Die Lunaria-Arten gedeihen am besten an warmen, sonnigen oder halbschattigen Standorten und auf nährstoffreicheren Böden. Lunaria-Arten können durch Aussaat oder vegetativ durch Teilung vermehrt werden.